# Psara cryptolepis
Psara cryptolepis is een vlinder uit de familie van de grasmotten (Crambidae). De wetenschappelijke naam van deze soort is voor het eerst gepubliceerd in 1956 door E. L. Martin.
De soort komt voor in Ethiopië, Oeganda en Burundi.